# Pasirmuncang (Purwokerto Barat)
Pasirmuncang is een bestuurslaag in het regentschap Banyumas van de provincie Midden-Java, Indonesië. Pasirmuncang telt 6176 inwoners (volkstelling 2010).